# Banderbach (Bibert)
Der Banderbach (zunächst Brunnlohbach) ist ein linker Zufluss der Bibert im mittelfränkischen Landkreis Fürth in den Gebieten des Marktes Cadolzburg und der Stadt Zirndorf.

## Geographie

### Verlauf
Der Banderbach entspringt nördlich der Kreisstraße FÜ 19 zwischen Cadolzburg und Wachendorf als Brunnlohbach, fließt zwischen Egersdorf und Wachendorf bevor er die Kreisstraße FÜ 19 zweimal unterquert.  Das Gewässer tangiert Weiherhof im Westen und durchläuft dann das Dorf Banderbach bevor es die Stadt Zirndorf erreicht, wo es zunächst entlang der Banderbacher Straße südlich verläuft und dann in einen kleinen Teich einmündet. Ab da bis zur Mündung in die Bibert ist der Banderbach unterirdisch verrohrt.

### Zuflüsse
- Gemeindegraben (rechts). 0,8 km
- Irrlesgraben (rechts), 1,7 km